# ماتر (ماشین‌ها)
ماتر یدک‌کش (به انگلیسی: Tow Mater)  بر وزن قاطر یک شخصیت در انیمیشنهای ماشین‌ها و ماشین‌ها ۲ و ماشین‌ها ۳ است. این ماشین ساخت پیکسار است و همچنین لایتنینگ مک کوئین بهترین دوست وی می‌باشد. صدا پیشه او نیز لری د کیبل گای است. وی اهل شهر تخیلی و دورافتادهٔ رادیاتور اسپرینگز استو وقتی لایتنینگ مک کوئین در همان شهر گم می‌شود با او آشنا می‌شود. این خودرو در واقع از خودروی شورولت بوم تراک مدل ۱۹۵۱ الهام گرفته شده‌است.
رنگ ماتر در کودکی آبی آسمانی بوده‌است که در فلاش‌بک قسمت یکم ماشین‌ها زمان کودکی وی نشان داده شد. شماره پلاک وی A113 می‌باشد. همچنین وی بهترین راننده (از نظر خودش) در رانندگی دنده عقب است. البته در ماشین‌ها ۲ هم دارل کارتریپ، گزارشگر مسابقه می‌گوید «آن بهترین راننده دنده عقب دنیاست»
سرگرمی وی اذیت کردن تراکتور ها و ماشین های معدن است.
دوبلور دوبله فارسی این شخصیت محمدرضا صولتی می باشد.

## فیلم‌ها
- ماشین‌ها (۲۰۰۶)
- ماتر و روح (۲۰۰۶)
- ماتر در توکیو (۲۰۰۸)
- کارتون ماشین‌ها (۲۰۰۸)
- ماشین‌ها ۲ (۲۰۱۱)
- ماشین‌ها ۳ (۲۰۱۷)
- ماشین‌ها در سفر (۲۰۲۲)